# Брайант, Роберт (математик)
Роберт Лимон Брайант — американский геометр, профессор в университета Дьюка, специалист по дифференциальной геометрии.
Его научные интересы охватывают многие области римановой геометрии, дифференциальных уравнений в частных производных, финслеровой геометрии и математической физики.

## Образование и карьера
Вырос в фермерской семье, округ Харнетт.  В 1974 году получил степень бакалавра в Университете штата Северная Каролина в Роли. В 1979 году защитил диссертацию в Университете Северной Каролины в Чапел-Хилле под руководством Роберта Гарднера
Семь лет работал в Университете Райса. Затем перешёл в Университет Дьюка, где проработал двадцать лет.
С 2007 по 2013 год был профессором в Калифорнийском университете в Беркли, занимал должность директора научно-исследовательского института математических наук.В 2013 году вернулся в Университет Дьюка.

## Вклад
В 1987 году он доказал несколько свойств поверхностей единичной постоянной средней кривизной в гиперболическом пространстве, которые теперь называются поверхностями Брайанта в его честь.
В 2001 году он внес значительный вклад в теорию метрик Бохнера — Келера, класса келеровых метрик, кривизна Бохнера которых равна нулю.
В 1987 году он представил первые примеры римановых метрик с исключительной голономией (с группами голономии G2 или Spin (7)); это показало, что каждая группа в классификации Марселя Бергера может возникать как группа голономии.
Также внёс вклад в классификацию экзотических голономных групп произвольных (неримановых) аффинных связей без кручения.
Совместно с Филиппом Гриффитсом и другими соавторами Брайант разработал современную теорию внешних дифференциальных систем, написав две монографии, которые стали стандартным справочником по этой теме.Он также работал над их когомологиями и приложениями к PDE.

## Признание
- Стипендия Слоуна, 1982 год.[19].
- Приглашённый докладчик на Международном математическом конгрессе в Бёркли, 1986 год.[20]
- Избран членом Американской академии искусств и наук, 2002 год.[21]
- Член Национальной академии наук, 2007 год.[22]
- Действительный член Американского математического общества, 2013 год.[23]
- Членом Американской ассоциации содействия развитию науки, 2022 год.[24]
- Два года занимал пост президента Американского математического общества 2015—2016 годов, [25][26]

## Книги
- A sampler of Riemann—Finsler Geometry, Cambridge University Press 2004 (editor with David Bao, S. S. Chern, Zhongmin Shen)
- Exterior Differential Systems, MSRI Publ. 18, Springer Verlag 1991, ISBN 0-226-07794-2 (with Robert Brown Gardner, S. S. Chern, H. L. Goldschmidt and Phillip Griffiths)
- Exterior Differential Systems and Euler—Lagrange Partial Differential Equations, Chicago Lectures in Mathematics, University of Chicago Press 2003, ISBN 0-226-07793-4 (with Phillip Griffiths and Dan Grossman)[27]
- Integral Geometry, Contemporary Mathematics 63, AMS 1987 (editor with Victor Guillemin, Sigurdur Helgason, R. O. Wells)
- An introduction to Lie groups and symplectic geometry, in Geometry and quantum field theory, IAS/Park City Math. Series 1, American Mathematical Society 1995, pp. 5–181
- Toward a Geometry of Differential Equations, in: Geometry, Topology & Physics, Conf. Proc. Lecture Notes Geom. Topology, VI, International Press, Cambridge, MA, 1995, pp. 1–76 (with Lucas Hsu and Phillip Griffiths)